# 廣姓
廣姓，一個罕見中國姓氏，人數較少。

## 來源
- 1、中國古代黄帝时有人名為廣成子，其后有廣氏。
- 2、滿族人廣源，清乾隆嘉庆年间任甘肃臬使及湖南巡抚，后人以其名，改為廣姓。

## 延伸阅读
[在维基数据编辑]
 《百家姓》
 《欽定古今圖書集成·明倫彙編·氏族典·廣姓部》，出自陈梦雷《古今圖書集成》